# Royal National Theatre
Royal National Theatre (Królewski Teatr Narodowy, potocznie NT) – brytyjska kompania teatralna z siedzibą w Londynie, uważana za jedną z trzech najważniejszych, obok Royal Shakespeare Company (RSC) i Royal Opera House, instytucji teatralnych w Wielkiej Brytanii współfinansowanych ze środków publicznych. NT został założony w 1963, od 1976 jego siedzibą jest specjalnie wzniesiony gmach w centrum Londynu.

## Historia
Dyskusje o potrzebie utworzenia narodowej kompanii teatralnej były prowadzone w Wielkiej Brytanii od połowy XIX wieku, kiedy to zaczęto dostrzegać, iż restrykcyjna cenzura utworów dramatycznych i dynamiczny rozwój teatru komercyjnego schlebiającego niskim gustom, powodują stopniowy upadek poważnego teatru. W 1879 powstała New Shakespeare Company, która z czasem przekształciła się w RSC i do pewnego stopnia zapełniła tę lukę. Kompania ta koncentrowała działalność przede wszystkim w Stratford-upon-Avon, co dalej pozostawiało Londyn – wówczas jedno z najważniejszych miast świata – bez teatru narodowego adekwatnego do rangi miasta i kraju.
Do tematu powrócono po II wojnie światowej – władze miejskie Londynu wyraziły gotowość bezpłatnego przekazania działki w prestiżowym miejscu pod budowę teatru narodowego. Zmagający się z powojenną odbudową rząd centralny nie był jednakże w stanie zapewnić wystarczającego finansowania. W 1962 zawarto kompromis, w ramach którego budowa gmachu nowej instytucji miała być współfinansowana z obu budżetów: państwa i miasta. Zadecydowano też, iż Teatr Narodowy powinien rozpocząć działalność jeszcze przed oddaniem gmachu do użytku, w związku z czym do jego dyspozycji przekazano budynek i zespół teatru The Old Vic, obok Waterloo Station. Pierwszy dyrektorem artystycznym Teatru Narodowego został Laurence Olivier.
W 1976 budowa stałej siedziby Teatru dobiegła końca (prace wykończeniowe trwały do 1977) i przeniósł się on do gmachu na południowym brzegu Tamizy, w granicach administracyjnych London Borough of Lambeth.

### Dyrektorzy artystyczni
| lp. | lata urzędowania | imię i nazwisko  |
| --- | ---------------- | ---------------- |
| 1   | 1963-1973        | Laurence Olivier |
| 2   | 1973-1988        | Peter Hall       |
| 3   | 1988–1997        | Richard Eyre     |
| 4   | 1997–2003        | Trevor Nunn      |
| 5   | 2003-2015        | Nicholas Hytner  |
| 6   | od 2015          | Rufus Norris     |

## Siedziba
Głównym architektem gmachu Teatru Narodowego był Denys Lasdun. Budynek zaliczany jest, podobnie jak inne dzieła Lasduna, do architektury brutalistycznej. Wygląd obiektu od początku jego istnienia budził kontrowersje. Do najsłynniejszych krytyków gmachu należy król Karol III, który w 1988 r., jeszcze jako następca tronu, powiedział, że umiejscowienie Teatru Narodowego w takim budynku było sprytnym sposobem na umieszczenie w centrum Londynu elektrowni atomowej, w dodatku bez poważniejszych protestów.   
Centralnym punktem gmachu jest duże foyer, do którego wstęp nie jest biletowany, zaś wewnątrz znajdują się punkty handlowe i usługowe, jak księgarnia teatralna czy restauracja.  
Okna aktorskich garderób wychodzą na niedostępny dla osób z zewnątrz dziedziniec, mający za zadanie doświetlanie pomieszczeń. Tradycją Teatru Narodowego jest, iż na pół godziny przed rozpoczęciem spektaklu premierowego każdej sztuki, a także ostatniego spektaklu przed zejściem sztuki z afisza, obecni w garderobach aktorzy równocześnie uderzają rękami w swoje okna, co ma stanowić formę koleżeńskiego wsparcia dla rozpoczynającej lub kończącej pracę w teatrze obsady i tworzy wrażenie ogromnego, niezrozumiałego dla postronnych hałasu.  

### Sceny
Teatr Narodowy dysponuje trzema salami teatralnymi, z których każda ma odmienny charakter. W budynku odbywa się średnio ok. tysiąca spektakli rocznie, zaś łączna liczba oglądających je widzów wynosi 600 tysięcy osób. W czasie jednego sezonu artystycznego na scenach teatru występuje zwykle ok. 150 różnych aktorów. 

#### Olivier Theatre
Główna scena Teatru Narodowego, nazwana na cześć jego pierwszego dyrektora artystycznego. Dwupoziomowa widownia mieści 1150 osób. Sala została zaprojektowana w sposób wzorowany na amfiteatrach starożytnej Grecji, przez co pole gry, zwłaszcza w przedniej części sceny, otoczone jest widownią z trzech stron. Zarazem jednak miejsca dla oglądających spektakl usytuowane są tak, aby stojący na scenie aktor był w stanie, przy odpowiednim oświetleniu, ogarnąć swoim wzrokiem każdego z widzów.

#### Lyttelton Theatre
Nazwana na cześć Olivera Lytteltona (wicehrabiego Chandos), pierwszego przewodniczącego Rady Teatru Narodowego. Jest jedyną salą NT z tradycyjnie wyznaczoną czwartą ścianą, gdzie cała publiczność znajduje się naprzeciwko sceny. Dwupoziomowa widownia mieści 890 miejsc. 

#### Dorfman Theatre
Wcześniej znany jako Cottesloe Theatre, od czasu gruntownej modernizacji, prowadzonej w latach 2013–2014, nosi obecną nazwę, upamiętniającą jednego z najważniejszych sponsorów NT, przedsiębiorcę Lloyda Dofmana. Pełni rolę sceny studyjnej NT. Pod względem architektonicznym jest dużym kwadratem, na którego trzech bokach znajdują się dwa poziomy balkonów z miejscami dla widzów. W środku możliwe jest utworzenie pola gry o różnych wymiarach i różnym kształcie, w zależności od spektaklu, zaś niewykorzystane miejsce zapełniane jest dodatkową widownią. Łącznie sala może pomieścić do 450 widzów, ale dokładna liczba zależy od rozwiązań scenograficznych każdej z wystawianych produkcji.

#### The Shed / Temporary Theatre

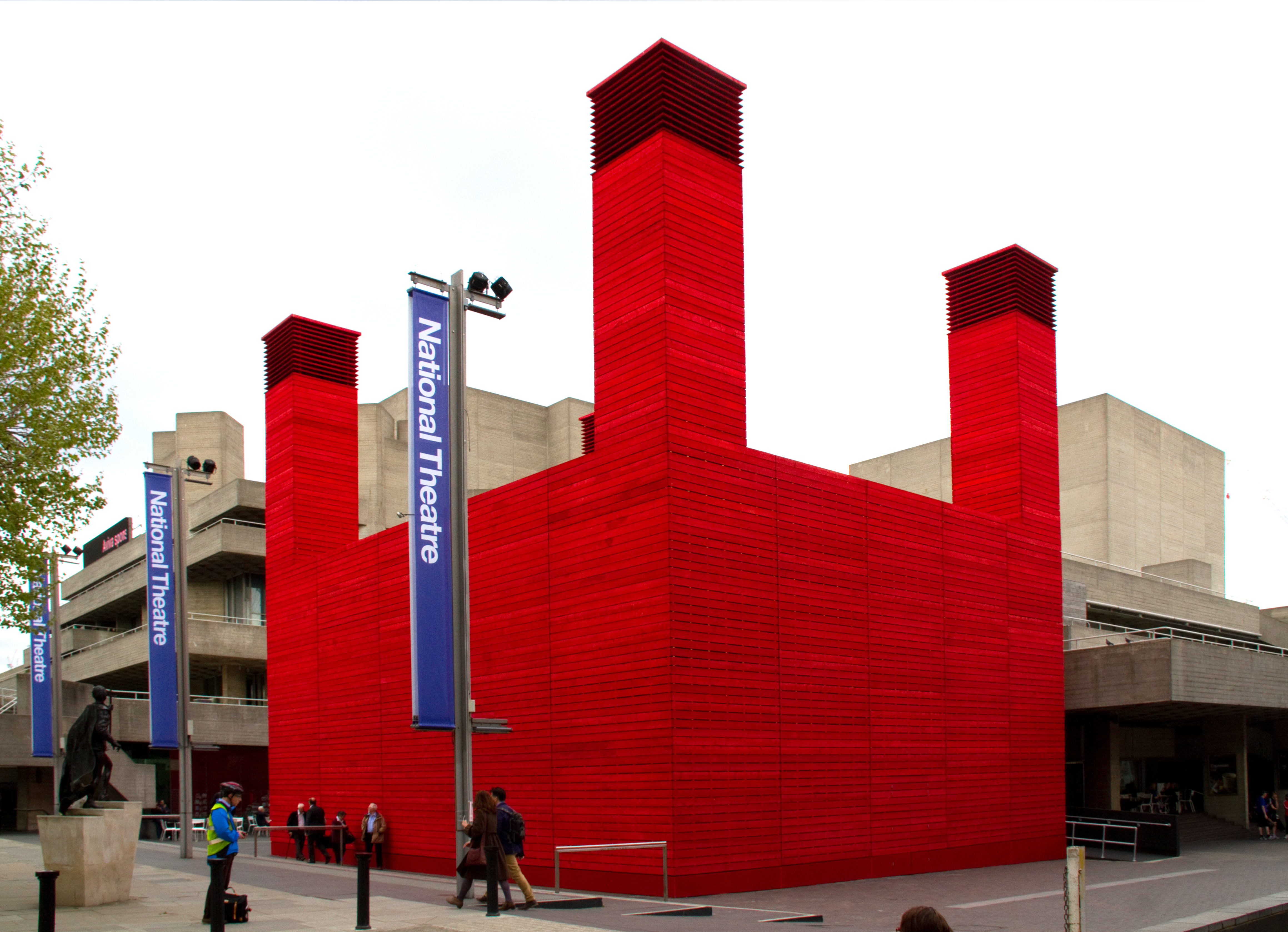
The Shed w 2013 roku

W latach 2013–2016 Teatr Narodowy używał dodatkowej sceny, umieszczonej tuż obok głównego gmachu, wewnątrz czerwonej konstrukcji o architekturze nawiązującej do warownych zamków, z widownią na 225 osób. Początkowo obiekt ten, pod nazwą The Shed (dosłownie "Szopa"), miał służyć jako prowizoryczna scena studyjna podczas remontu Dorfman Theatre. Później funkcjonował jako czwarta scena NT, pod względem repertuarowym mająca charakter eksperymentalny i nazywana Temporary Theatre (Teatr Tymczasowy). Obiekt został zamknięty 13 maja 2016, po 732 odegranych w nim spektaklach.

## NT jako kompania teatralna
Teatr Narodowy jest czołowym przedstawicielem grupy brytyjskich teatrów określanych mianem producing houses, to znaczy samodzielnie tworzących swój repertuar (w przeciwieństwie do receiving houses, które zapewniają jedynie infrastrukturę techniczną dla spektakli przygotowanych przez producentów zewnętrznych lub inne teatry). Każda produkcja wystawiana przez NT na swoich scenach ma z góry określoną datę zejścia z afisza. Jeśli jednak dana inscenizacja odnosi na tyle duży sukces, iż NT dostrzega komercyjny sens jej dalszej eksploatacji, spektakle są wznawiane w formie stacjonarnej - najczęściej w jednym z teatrów West Endu, działających w ogromnej większości jako receiving houses - albo też w postaci trasy, w ramach której sztuka gości na różnych scenach w kraju, a niekiedy też poza jego granicami. Takie spektakle opatrywane są zwykle w swoich materiałach promocyjnych oznaczeniem a National Theatre production i są maksymalnie wiernymi replikami oryginalnych wystawień ze scen NT. W sezonie artystycznym 2014/2015 produkcje NT obejrzało łącznie ok. 4,1 mln widzów, z czego jedynie 600 tysięcy zrobiło to w budynku Teatru Narodowego.

## National Theatre Live
Od 2009 r. Teatr Narodowy prowadzi program National Theatre Live, a ramach którego jego wybrane spektakle są transmitowane na żywo, w jakości HD, do kin na całym świecie. Większość seansów jest później powtarzana w formie retransmisji, zwłaszcza w krajach nieanglojęzycznych, gdzie opóźnienie daje możliwość dodania napisów w miejscowym języku. Do udziału w NT Live zapraszane są również inne czołowe brytyjskie teatry, m.in. The Old Vic czy Donmar Warehouse, a także niektóre produkcje z West Endu. 
W okresie pandemii koronawirusa w 2020 r. część nagrań zrealizowanych w ramach NT Live była bezpłatnie udostępniana na tydzień w serwisie YouTube, przy czym widzowie byli zachęcani do dobrowolnych wpłat. W grudniu 2020 r. uruchomiona została platforma streamingowa National Theatre at home, gdzie rejestracje spektakli dostępne są na stałe, lecz dostęp do nich wymaga wykupienia jednorazowego wypożyczenia albo abonamentu na cały repertuar. 